# 국립미술관 (불가리아)
국립미술관(불가리아어: Национална художествена галерия)은 불가리아 소피아에 소재한 국립 미술관이다. 바텐베르크 광장에 위치하고 있다. 미술관은 과거 불가리아 왕궁이었던 오스만 제국의 첼레비 모스크와 오스만 제국의 코낙의 대부분을 차지하고 있으며, 현재는 웅장한 건물로 개조되었다.